# Тростянка (приток Лубети)

Тростянка — река в России, протекает по Лужскому району Ленинградской области.
Исток — восточнее посёлка Волошово. Протекает по ненаселённой местности, впадает в Лубеть с правого берега в 3,8 км от устья последней, южнее Волошова. Длина реки составляет 11 км.

## Данные водного реестра
По данным государственного водного реестра России относится к Балтийскому бассейновому округу, водохозяйственный участок реки — Нарва, речной подбассейн реки — подбассейн отсутствует. Относится к речному бассейну реки Нарва (российская часть бассейна).
По данным геоинформационной системы водохозяйственного районирования территории РФ, подготовленной Федеральным агентством водных ресурсов:
- Код водного объекта в государственном водном реестре — 01030000412102000026987
- Код по гидрологической изученности (ГИ) — 102002698
- Код бассейна — 01.03.00.004
- Номер тома по ГИ — 2
- Выпуск по ГИ — 0